# 排禍ばやし
排禍ばやし（はいかばやし）は、茨城県石岡市の片野八幡神社でおこなわれる民俗芸能。毎年7月の祭礼の際に奉納という形で演じられる。地名を冠して片野排禍ばやしとも表記される。
1962年10月に茨城県の無形民俗文化財に指定された。

## 概要
山車が町内を練り歩き、その際に山車の上では「おかめ踊り」「狐踊り」「彦徳（ひょっとこ）踊り」を演じる。山車のほかに獅子舞や神輿も行進する。楽器は太鼓（大小）、笛、鉦が使用される。

## 起源
伝承では片野城の城主だった太田資正が八幡神社を勧請し、排禍ばやしを奉納したのが発祥とされる。しかし、囃子や踊りが現在見られる形になった時期については史料がなく、はっきりしていない。